# Magda Chodorowska
Magda Chodorowska – polska malarka i ilustratorka. 

## Życiorys
Ukończyła studia na Wydziale Malarstwa warszawskiej ASP. 
Współpracowała z Wydawnictwem Zakamarki czy z poznańską Pro Sinfoniką. 
Dla Zakamarków zilustrowała trzy tomy powieści Ingelin Angerborn:
| Lp. | Tytuł polski                         | Tytuł oryginalny                                 | Tłumaczenie        | Rok pierwszego wydania w Szwecji | Rok pierwszego wydania w Polsce |
| --- | ------------------------------------ | ------------------------------------------------ | ------------------ | -------------------------------- | ------------------------------- |
| 1.  | Gdybym nie pomyliła psów             | Om jag bara inte råkat byta ut tant Doris hund   | Katarzyna Ottosson | 2002                             | 2008                            |
| 2.  | Gdybym nie zrobiła z taty astronauty | Om jag bara inte råkat göra pappa till astronaut | Katarzyna Ottosson | 2004                             | 2010                            |
| 3.  | Gdybym nie powiedziała prawdy        | Om jag bara inte råkat säga sanningen            | Katarzyna Ottosson | 2005                             | 2012                            |

Oprócz malarstwa i ilustracji zajmuje ją także rysunek i tkanina artystyczna.